# 斯科派洛斯
斯科派洛斯（希臘語：Σκόπελος）是希腊色萨利大区斯波拉泽斯专区的市镇，行政中心为斯科派洛斯镇。市镇面积为96.229平方公里，2021年人口数量为4,518人。
除斯科派洛斯島之外，此市镇还包括附近几个无人小岛。